# Fyrtalet

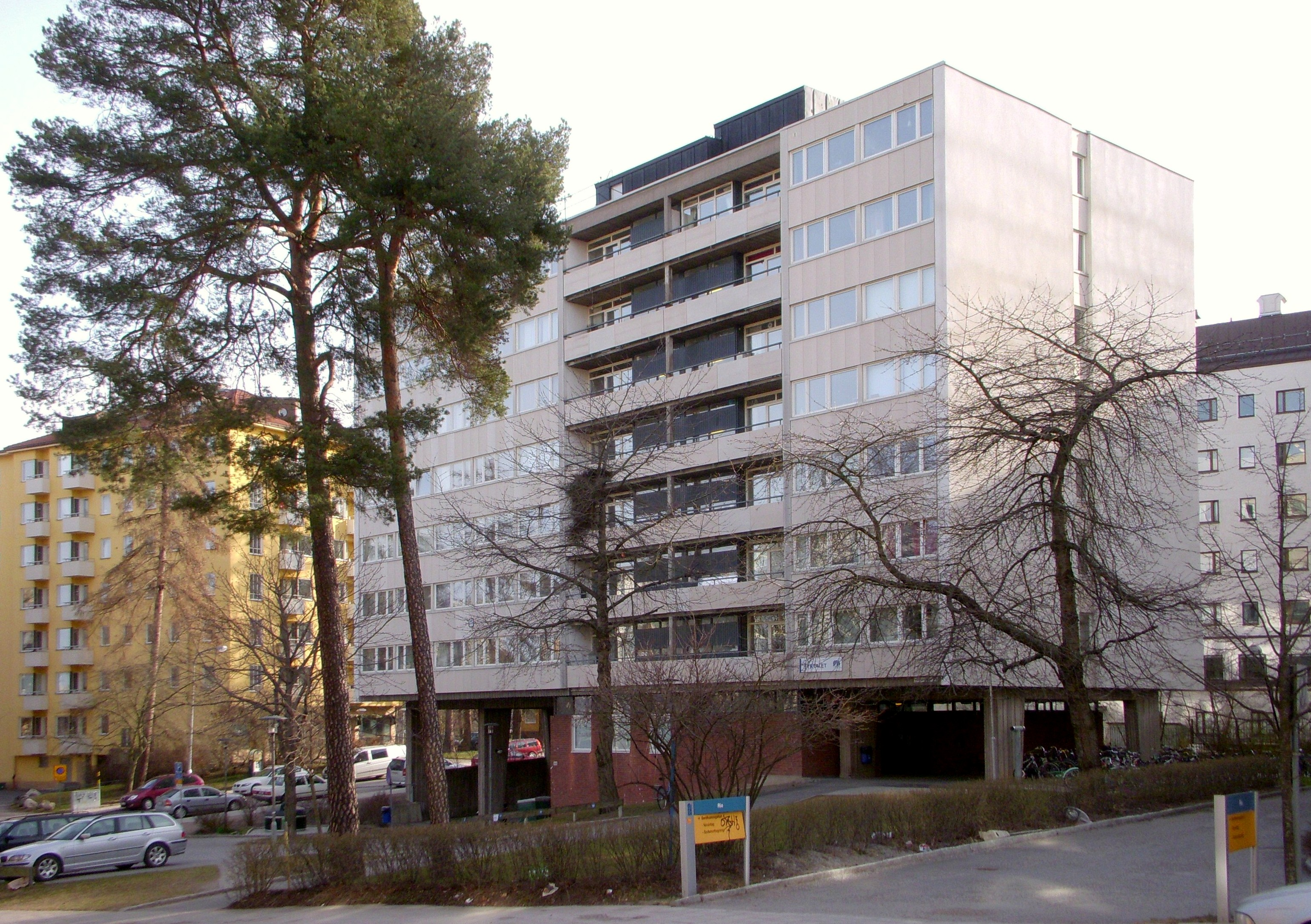
Fyrtalet, fasad mot Värtavägen, 2012.

Fyrtalet kallas ett studentbostadshus i kvarteret Rio vid Värtavägen 66 på Gärdet i Stockholm. Byggnaden uppfördes 1965–1966 efter ritningar av arkitekt Léonie Geisendorf. Namnet "Fyrtalet" härrör från den ursprungliga planeringen med fyra likadana hus, men endast ett kom att byggas. 

## Bakgrund

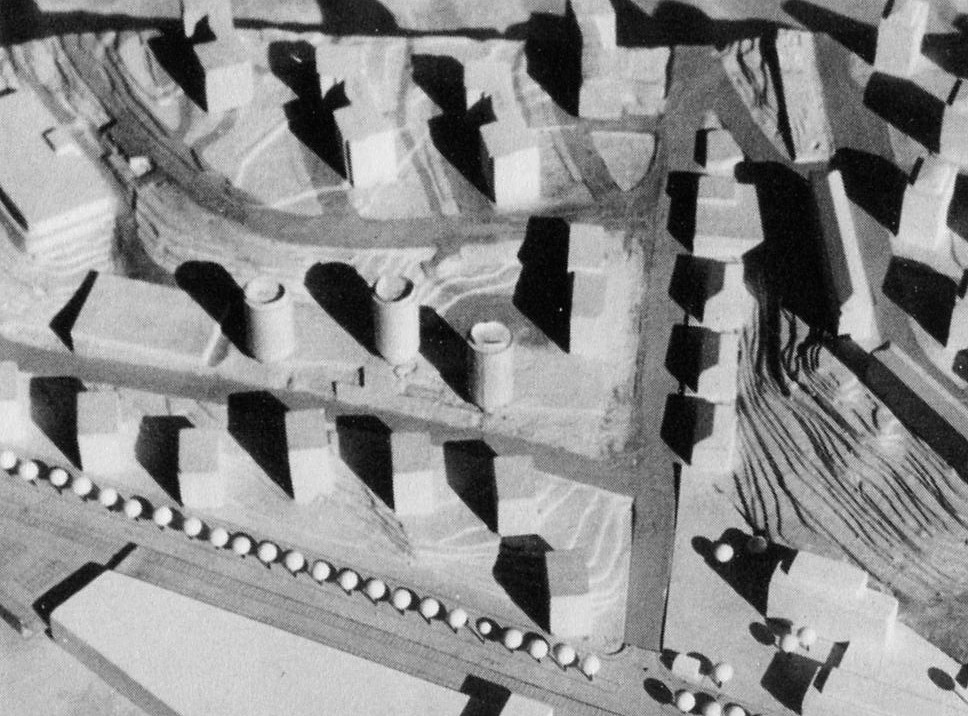
Förslag med tre torn, modell 1962.

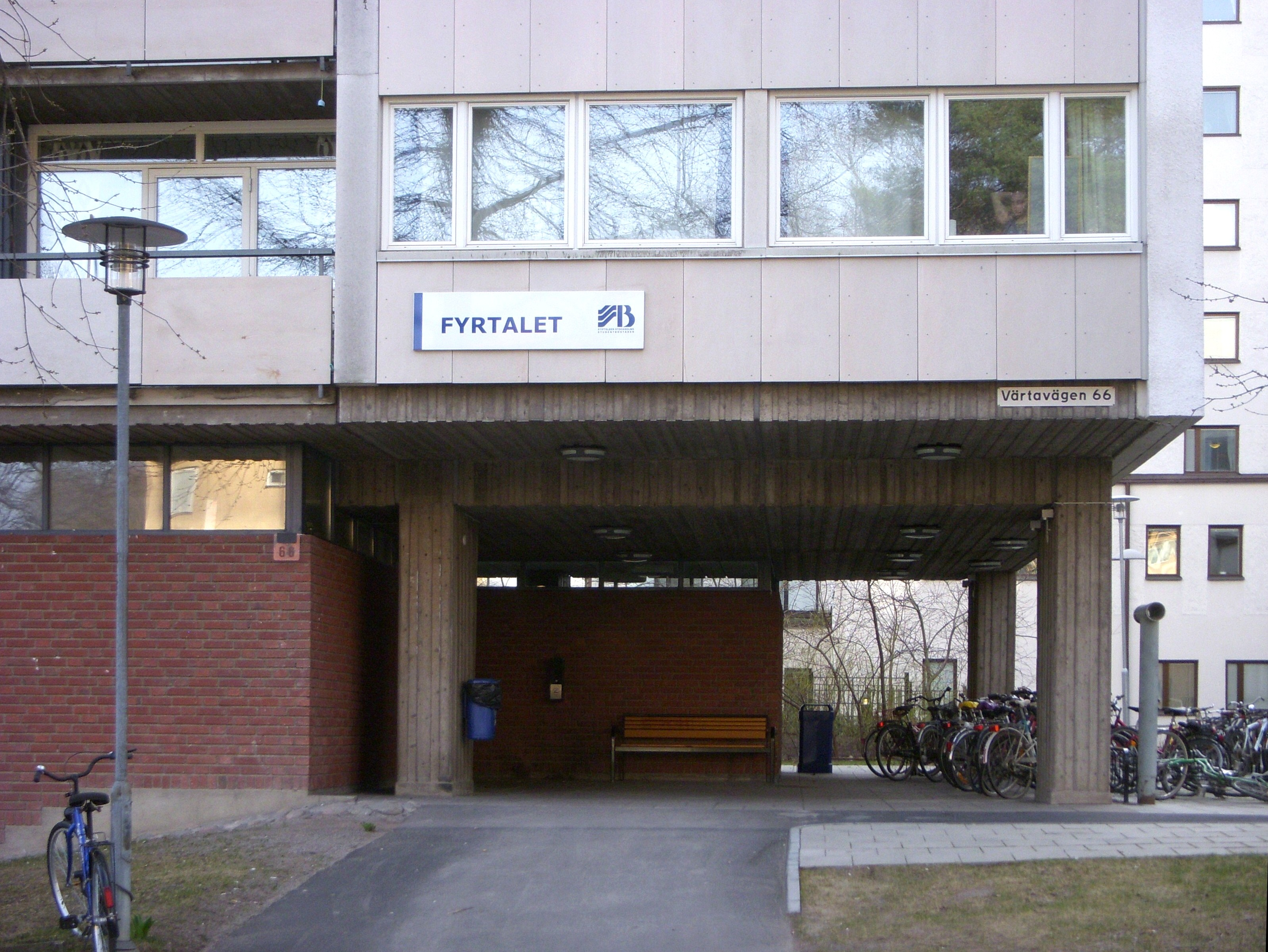
Tegelmurad entrébyggnad och betongpelarna.

I början på 1960-talet förvärvade Stiftelsen Stockholms Studentbostäder  tomten i kvarteret Rio med avsikt att där, i etapper, bygga 500 studentrum. Stadsplanen innebar att fyra lamellhus längs Sandhamnsgatan med parkering på marken mellan byggnaderna skulle uppföras. Arkitektuppdraget gick till Léonie Geisendorf, som just hade avslutat sina ritningsarbeten med S:t Görans gymnasium på Kungsholmen. 

## Stadsplan och byggnad
Geisendorf fann stadsplanen monoton och studerade olika alternativ, bland annat föreslog hon tre runda torn. Idén med  torn övergavs dock så småningom och den gällande stadsplanen med fyra lamellhus följdes, men med en gemensam bottenvåning för alla fyra hus och parkering i suterrängplanet. Förslaget innehöll 480 studentrum.
Det första huset uppfördes i hörnet Sandhamnsgatan / Värtavägen och stod färdig 1966. Huset har sju våningar som bärs upp av sju, något indragna pelarpar. Fritt mellan betongpelarna anordnades en tegelmurad entrébyggnad, som skulle innehålla gemensamma utrymmen och sammanbinda alla fyra husen vid full utbyggnad. I huset finns idag (2012) 117 studentrum i korridorer, tre lägenheter om 2 rum och kök och två lägenheter om 3 rum och kök.
Huset är blåmärkt av Stadsmuseet i Stockholm vilket innebär att det bedöms ha synnerligen högt kulturhistoriska värden.

## Ändrade planer
På platsen för de tre övriga husen fanns vid denna tid fortfarande Operans och Dramatens kulissmagasin, det fördröjde fullbordandet av hela anläggningen. Till slut avstod Stiftelsen Stockholms Studentbostäder att fullfölja planen. 1979 fastställdes en ny stadsplan som angav bostadsanvändning för huvuddelen av kvarteret utmed Sandhamnsgatan samt byggnader för Gärdets sjukhem mot Värtavägen. Sjukhemmet (senare kallat Rio 11) överläts år 2005 till Svenska Bostäder för ombyggnad till 147 studentlägenheter.